# Illingen (Sarre)
Illingen é um município da Alemanha localizado no distrito de Neunkirchen, estado do Sarre.